# John Elliott
John Huxtable Elliott (Reading, 23 de junio de 1930-Oxford, 10 de marzo de 2022) fue un historiador e hispanista británico. Gran especialista en la historia moderna española desde una perspectiva comparada —y en particular, en el siglo XVII—, ostentó los cargos de Regius Professor Emeritus en la Universidad de Oxford y Honorary Fellow del Oriel College y del Trinity College.

## Biografía
Después de estudiar en el selecto colegio de Eton, se doctoró en Historia en 1952 en la Universidad de Cambridge. Fue catedrático de Historia en el King's College de Londres entre 1968 y 1973. En 1972 fue elegido para la Academia Británica. Fue catedrático en Princeton desde 1973 hasta 1990, y Regius Professor de Historia Moderna de Oxford entre 1990 y 1997.
Desde 1965 fue miembro correspondiente de la Real Academia de la Historia.
En 1993 recibió el Premio Nebrija de la Universidad de Salamanca por la calidad de sus monografías, más tarde recibió el Premio Príncipe de Asturias en 1996 por su contribución a las ciencias sociales, el Premio Balzan en 1999 por su contribución a la historia de España y el Imperio español en la Edad Moderna, y en 2018 recibió el Premio Órdenes Españolas. Sus estudios se centran en el periodo de los siglos XVI y XVII, los de auge y decadencia de la Monarquía Católica, y en cómo su élite dirigente gestionó tales procesos.
Tras ser ingresado el 5 de marzo de 2022 a causa de una neumonía y complicaciones renales, falleció cinco días después a la edad de noventa y un años en el Hospital John Radcliffe de Oxford.

## Obras
Las publicaciones principales de Elliott son:
- Imperial Spain (La España imperial), 1963,
- The Revolt of the Catalans (La revuelta de los catalanes), 1963,
- Europe Divided. 1559-1598, ed. 1968 y 2000. (La Europa dividida. 1559-1598), ed. 2002 y 2010,
- The Old World and the New, 1492-1650 (El viejo y el nuevo mundo), 1970,
- Richelieu and Olivares, 1984,
- The Count-Duke of Olivares (El Conde Duque de Olivares), 1986,
- Spain and its World, 1500-1700 (España y su mundo: 1500-1700), 1990,
- Empires of the Atlantic World: Britain and Spain in America 1492-1830 (Los Imperios del Mundo Atlántico: Gran Bretaña y España en América), 2006.
- History in the Making (Haciendo historia), 2012.
- Scots and Catalans (Escoceses y catalanes), Yale University Press, 2018.

Junto con el historiador del arte Jonathan Brown publicó A Palace for a King (1980), un estudio monumental sobre el Palacio del Buen Retiro y su contexto histórico artístico.

### Ediciones en español
- Revoluciones y rebeliones en la Europa moderna (8ª edición). Alianza editorial. 1990. ISBN 9788420620220.
- 1640 la monarquía hispánica en crisis. Centre d'Estudis d'història moderna "Pierre Vilar". 1992. ISBN 8474235278.
- Lengua e imperio en la España de Felipe IV (3ª edición). Universidad de Salamanca. 1997. ISBN 9788474817720.
- España y su mundo 1500-1700 (2ª edición). Alianza editorial. 1999. ISBN 9788420696072.
- El mundo de los validos. Taurus. 1999. ISBN 9788430603640.[5]
- La España imperial (5ª edición). Vicens Vives. 1998. ISBN 9788431612115.
- Europa en la época de Felipe II, 1559-1598 (2ª edición). Editorial Crítica. 2001. ISBN 9788484322436.
- En busca de la historia atlántica. Ediciones del Cabildo de Gran Canaria. 2001. ISBN 8481032638.
- España en Europa: estudios de historia comparada. Universitat de València. 2002. ISBN 9788437054933.
- Richelieu y Olivares. Editorial Crítica. 2002. ISBN 9788484322962.
- La Europa dividida: 1559-1598 (7ª edición). Siglo XXI de España Editores. 2005. ISBN 9788432301162.
- El Conde-Duque de Olivares (3ª edición). Editorial Crítica. 2009. ISBN 9788484325826.
- España, Europa y el mundo de ultramar (1500-1800). Taurus. 2009. ISBN 9788430607808.[6]
- Imperios del mundo atlántico: España y Gran Bretaña en América, 1492-1830. Taurus. 2011. ISBN 9788430606177.[7]
- El viejo mundo y el nuevo. Alianza editorial. 2011. ISBN 9788420635538.
- Haciendo historia. Taurus. 2012. ISBN 9788430600779.
- Catalanes y escoceses. Unión y discordia. Taurus. 2018. ISBN 978-84-306-1988-7.[8]

## Reconocimiento
Doctor honoris causa por la Universidad de Lérida en 1999, por la Universidad Complutense de Madrid, por la Universidad Carlos III de Madrid, por la Universidad de Sevilla en 2011, por la Universidad de Alcalá en 2012 y por la Universidad de Cantabria en 2015. También fue patrono de honor del Real Patronato del Museo Nacional del Prado y presidente de honor de la Asociación Gaspar de Guzmán, conde duque de Olivares e hijo adoptivo de Olivares, en la provincia de Sevilla, a título póstumo.